# フィルタープレス

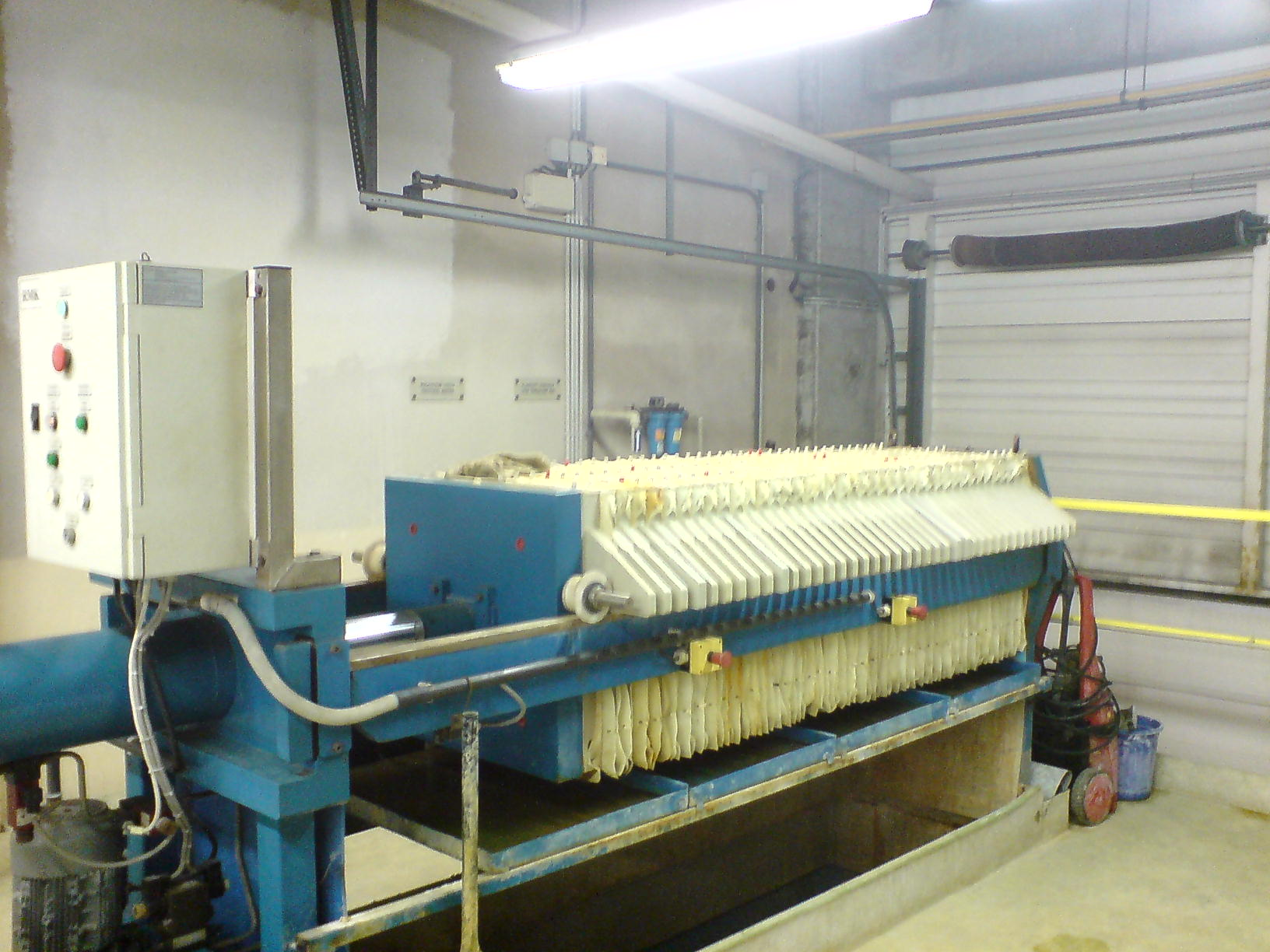
フィルタープレスの一例。左手前側にろ紙を密着させるための油圧装置があり、油圧シリンダがろ板を右奥側に押し付けている。

フィルタープレス（英語：filter press）は、加圧ろ過を行う代表的な方法。
金属や樹脂製の穴のあいたろ板にろ布を張ったものを直列に密着させたもので、スラリー（汚泥、掘削土、セメントなどが水中にまざったもの）をポンプでろ板中心の穴から加圧圧入する。圧入されたスラリーは、その圧力で、水分のみが2枚のろ板の隙間のろ布の目から外へ排出され、ろ板間(実際にはろ布とろ布の間)に脱水ケーキが形成される。脱水完了後、ろ板を開板し、ケーキを排出する。最近の製品は、ケーキの排出を自動化したものが主流。
利用分野
フィルタープレスは構造がシンプルで整備性が良いことから、以下のような様々な分野で利用されている。
・廃水処理
・食品製造
・製薬
・化学工業
酒造分野での利用
酒造りでは醪を濾過圧搾する上槽工程で利用されており、開発した企業の名前を取って「ヤブタ」、またフィルタープレスを使った搾り方は「ヤブタ式」と呼ばれている。